# Augusta glyphica
Augusta glyphica är en spindelart som först beskrevs av Joseph Bénézet Xavier Guérin 1839.  Augusta glyphica ingår i släktet Augusta och familjen hjulspindlar.
Artens utbredningsområde är Madagaskar. Inga underarter finns listade.